# Давид Бел
Давид Бел (на френски: David Belle) е френски каскадьор и актьор, основоположник на екстремния спорт паркур. 

## Биография
Роден на 29 април 1973 г. във Фекан, департамент Сен Маритим на нормандското крайбрежие (Франция).
Участва във филмите „Престъпно предградие" през 2004 г. и в „Предградие 13-Ултиматум“ през 2009 г.

## Избрана филмография
| година | филм        | оригинално заглавие | роля | режисьор  |
| ------ | ----------- | ------------------- | ---- | --------- |
| 2013   | Коза Ностра | The Family          | Мезо | Люк Бесон |